# Boumédiene Bensmaïn
Boumédiene Bensmaïne est un médecin et indépendantiste algérien né à Mostaganem le 31 juillet 1915 et mort 25 avril 1974 à Oran. Membre fondateur du Croissant-Rouge algérien, après l'indépendance, il a fait partie des notables de la ville d'Oran.

## Biographie

### Enfance
Boumédienne Bensmaïne est né le 31 juillet 1915 à Mostaganem, dans une grande famille mostaganemoise . À la suite de la mort de son père El Hachemi, il est pris en charge à l'age de 8 ans par son grand-père paternel Ahmed, négociant et mokadem de la zaouïa El Bouzidia

### Militantisme
Il a fait partie de la jeunesse éduquée, bilingue et progressiste de la ville, au sein de l'Union littéraire de Mostaganem. Il a adhéré à l'ENA en 1935 dans sa ville natale. Puis, il part faire ses études de médecine à la faculté d'Aix-Marseille. En 1939, il devient responsable de la section locale du Parti du peuple algérien de Marseille. 
Il est remarqué par l'administration française, et est emprisonné en France à la suite de distribution de tracts en 1946, libéré en 1947. À son retour, il a ouvert son cabinet dans le quartier Mdina Jdida à Oran. Il devient candidat du Mouvement pour le triomphe des libertés démocratiques aux élections législatives de 1946, qui est invalidé par la préfecture.
En 1955, il rejoint le FLN. Avec le docteur Benzerdjeb, il lance sa clinique privée appelée Dar Echiffa dans laquelle il s'occupait à donner des soins aux moudjahiddines et aux pauvres. Il est membre fondateur du Croissant-Rouge algérien puis son responsable à Madrid. Il rejoint l'ALN au Maroc pour soigner les blessés. Il a notamment effectué des missions diplomatiques pour le Gouvernement provisoire de la République algérienne.

### Après l'indépendance
À l'indépendance, il ne fait pas une carrière politique, mais fait partie des notables de la ville. Il s'occupe des soins de la population oranaise ; il participe à l'édification de plusieurs mosquées à Oran avant de rejoindre le Sahara pour assurer les soins à la population irradiée par les essais nucléaires français dans les régions de Reggane et Adrar.
Il charge des médecins et techniciens pour accompagner les pèlerins à la Mecque. Féru d'histoire, il possédait l'une des plus belles bibliothèques privées d'Oran. Il est mort le 25 avril 1974 à Oran.
Le nouveau Centre hospitalier universitaire de ville de Mostaganem, porte son nom.